# Hatem El Euchi
Hatem El Euchi, né le 11 novembre 1964 à Tunis, est un magistrat et homme politique tunisien.

## Biographie

### Carrière juridique
Originaire de Bou Salem, ville située dans le gouvernorat de Jendouba, Hatem El Euchi étudie à partir de 1985 le droit à la faculté de droit et des sciences économiques et politiques de l'université de Sousse, où il obtient une maîtrise universitaire en 1989. En 1990, il entre à l'Institut supérieur de la magistrature, où il obtient un certificat de fin d'études en 1992.
De 1992 à 1995, El Euchi est le chef de la commission du cadastre de Téboursouk. De 1995 à 1996, il est le président du tribunal immobilier de Béja et membre de la commission régionale de mise à jour des titres gelés de Béja. En 1996, il devient juge rapporteur et président du tribunal immobilier de Bizerte ainsi que membre de la commission régionale de mise à jour des titres gelés de Bizerte, jusqu'en 1998. Il devient alors juge rapporteur et président du tribunal immobilier de Tunis jusqu'en 2003. De 2002 à 2003, il est par ailleurs membre de la commission régionale de liquidation des habous de Ben Arous.
En 2003, il devient vice-président du tribunal immobilier de Monastir. Il le reste jusqu'en 2005, avant d'occuper la fonction de président du tribunal immobilier, à Siliana, jusqu'en 2006, puis à Bizerte jusqu'en 2008.
En 2008, il devient président de chambre au tribunal immobilier de Tunis, ainsi qu'administrateur représentant l'État au sein du conseil d'administration de l'Office de la topographie et du cadastre, dont il est également membre de la commission des marchés, jusqu'en 2013. Il devient alors membre de la chambre criminelle de la cour d'appel de Tunis, jusqu'en 2014. Le 16 septembre 2014, il devient conseiller à la chambre criminelle de la cour d'appel de Tunis.

### Carrière politique
Le 6 février 2015, Hatem El Euchi est nommé ministre des Domaines de l'État et des Affaires foncières dans le gouvernement Essid. Le 29 décembre, il présente sa démission de sa fonction de juge pour rejoindre le parti de l'Union patriotique libre, créé et dirigé par l'homme d'affaires Slim Riahi. Cette démission est acceptée par le décret gouvernemental no 2016-203 du 15 février 2016 du ministre de la Justice Omar Mansour et prend effet à partir du 1er février 2016. Le 25 août, il démissionne du parti en raison de sa position indécise vis-à-vis du gouvernement Chahed.

## Vie privée
Hatem El Euchi est marié et père de trois enfants.